# Tel Kacir
Tel Kacir (hebr.: תל קציר) – kibuc położony w samorządzie regionu Emek ha-Jarden, w Dystrykcie Północnym, w Izraelu.
Leży na południowy wschód od Jeziora Tyberiadzkiego w Dolnej Galilei.
Członek Ruchu Kibuców (Ha-Tenu’a ha-Kibbucit).

## Historia
Kibuc został założony w 1949.

## Gospodarka
Gospodarka kibucu opiera się na intensywnym rolnictwie i turystyce.